# Ƃ
Das Ƃ (kleingeschrieben ƃ) ist ein Buchstabe des lateinischen Schriftsystems. Er besteht aus einem B, das am oberen Ende einen waagerechten Strich hat und ähnelt in dieser Hinsicht sehr dem kyrillischen Buchstaben Б bzw. б.
In Zhuang wurde der Buchstabe von 1957 bis 1986 verwendet, um den Laut /mb/ darzustellen. Danach wurde er durch den Digraphen mb ersetzt.
Manchmal wird der Großbuchstabe Ƃ auch als Gegenstück zum Kleinbuchstaben ɓ verwendet, beispielsweise in Varianten des im 19. Jahrhundert verwendeten albanisch-griechischen Alphabets. Zu den Literaturwerken, die den Großbuchstaben in diesem Kontext verwenden, zählen das Practical Orthography of African Languages aus dem Jahr 1930, sowie ein neues Testament in Loma von 1971.

## Darstellung auf dem Computer
Unicode enthält das Ƃ an den Codepunkten U+0182 (Großbuchstabe) und U+0183 (Kleinbuchstabe).